# Amerikansk padda
Amerikansk padda (Anaxyrus americanus) är en nordamerikansk paddart i släktet Anaxyrus. Den fördes tidigare till släktet Bufo.

## Utseende
En medelstor padda, längden är 5 till 10 cm. Medellängden är omkring 7,5 cm, och medelvikten drygt 20 gram. Ryggen är brunaktig, röd, grönaktig eller ljusgrå med mörka fläckar, som innehåller en eller två vårtor var. Likt många paddor har ryggen ett flertal körtlar som producerar en mjölkaktig, giftig utsöndring. Buken är blekgul till vit. Hanarna har mörk strupe, medan honorna har ljus. De senare är också något större än hanarna. Buksidan, och hos honorna även halsen är ljusa. Pupillen är oval och vertikal.
Den amerikanska paddan är uppdelad i två underarter, Anaxyrus americanus americanus och Anaxyrus americanus charlesmithi. Den senare underarten känns igen på att den är mindre, rödaktigare i färgen, och att buken saknar fläckar, medan buken hos nominatunderarten ofta är kraftigt fläckig.

## Utbredning
Den amerikanska paddan finns i östra och centrala Nordamerika från Labrador, området kring Hudson Bay samt Manitoba till norra Texas, Louisiana, centrala Alabama, norra Georgia och North Carolina.

## Beteende
Paddan föredrar områden med tät markvegetation, inte alltför långt från vattensamlingar där den kan leka, men kan i övrigt återfinnas i många olika miljöer som skogar, prärier, odlade områden och trädgårdar. De är inaktiva under dagen och söker då skydd under flata stenar, träbitar, utomhustrappor och liknande. Under vintern söker den upp liknande gömslen för att gräva ner sig och övervintra.

### Föda
Paddorna lever av insekter och andra ryggradslösa djur.

### Fortplantning
Lek och larvutveckling sker i stillastående eller långsamrinnande vattensamlingar, permanenta eller temporära, gärna med få fiskar. Honan lägger äggen i form av långa, ihopflätade band, eller klara, geléaktiga klumpar.

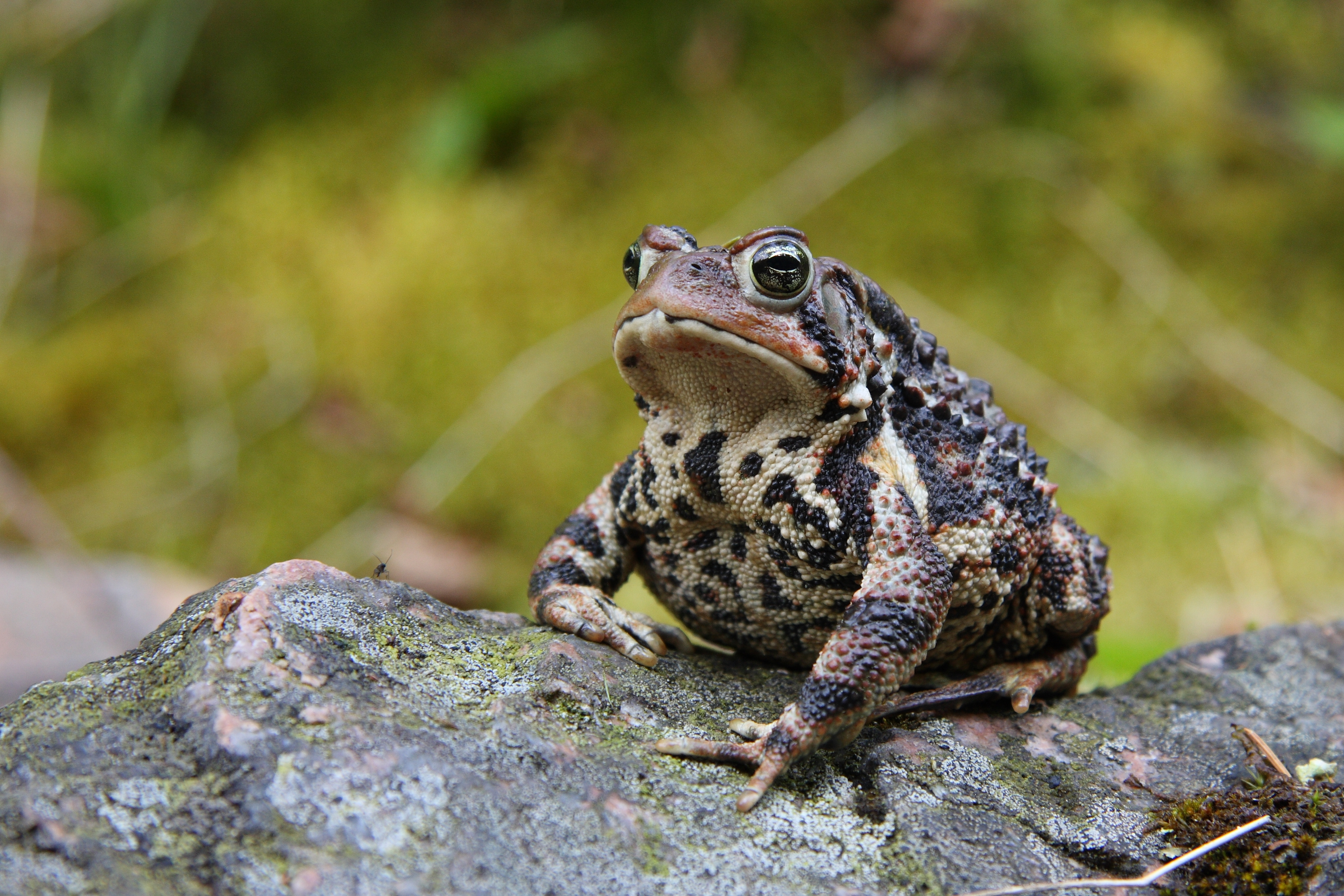
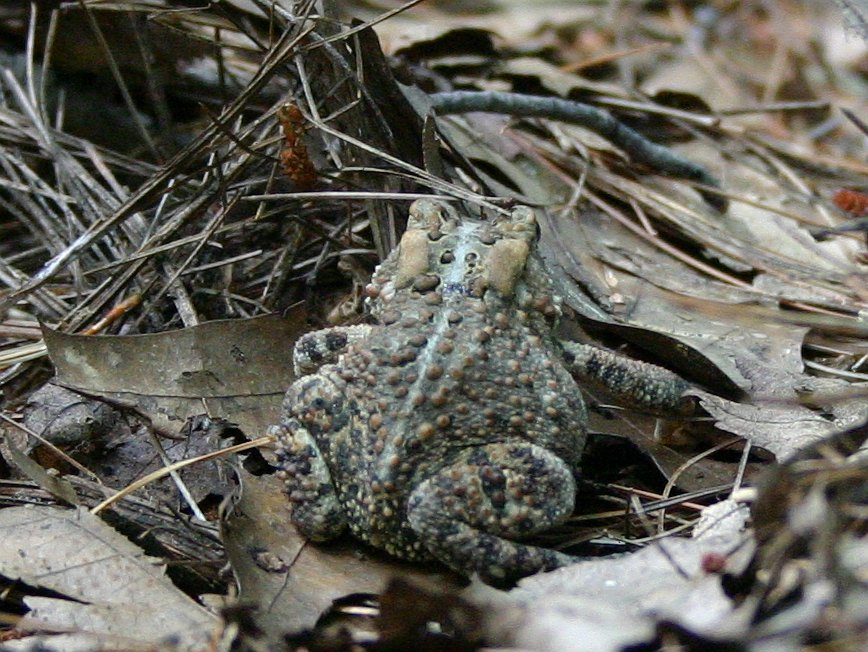
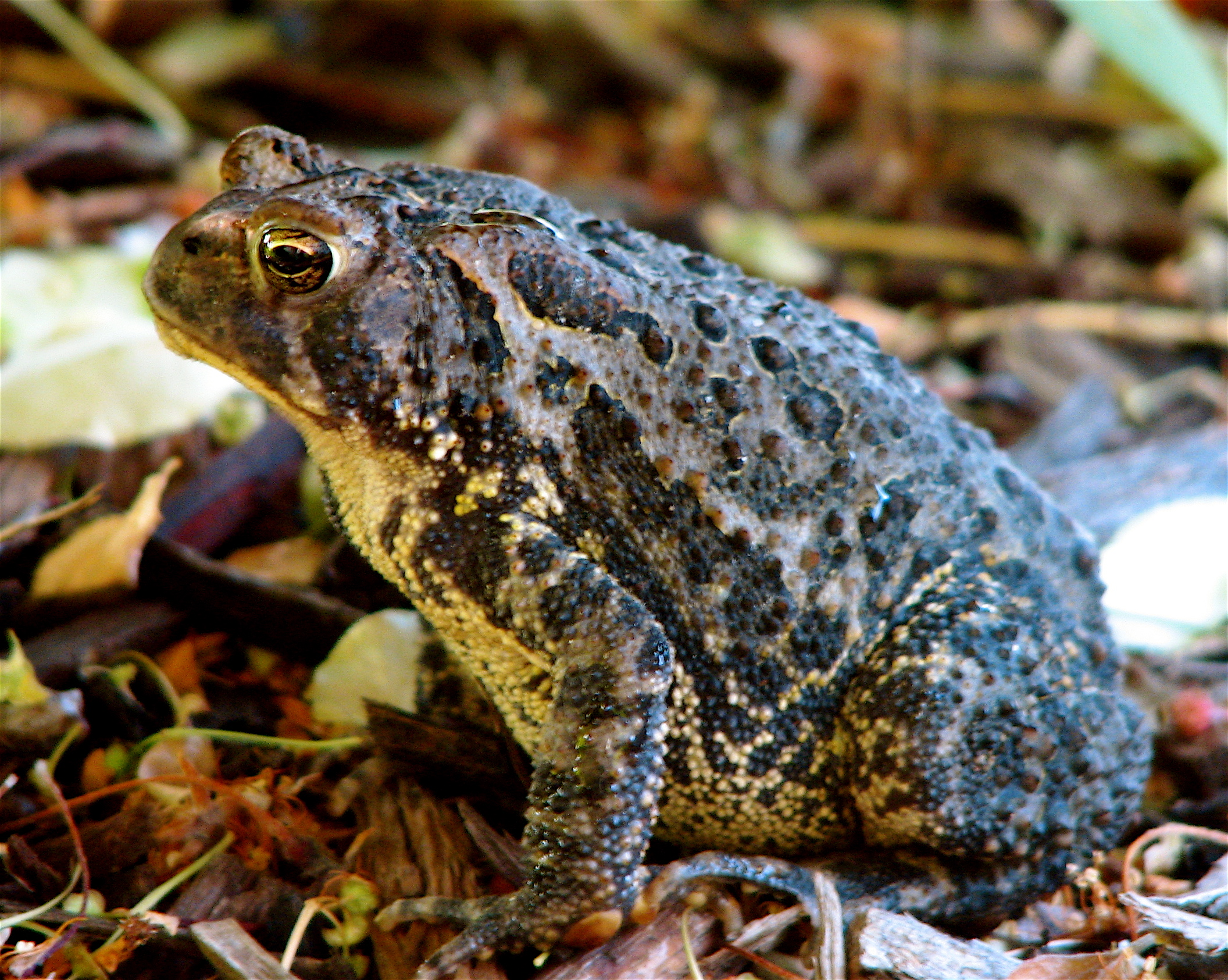
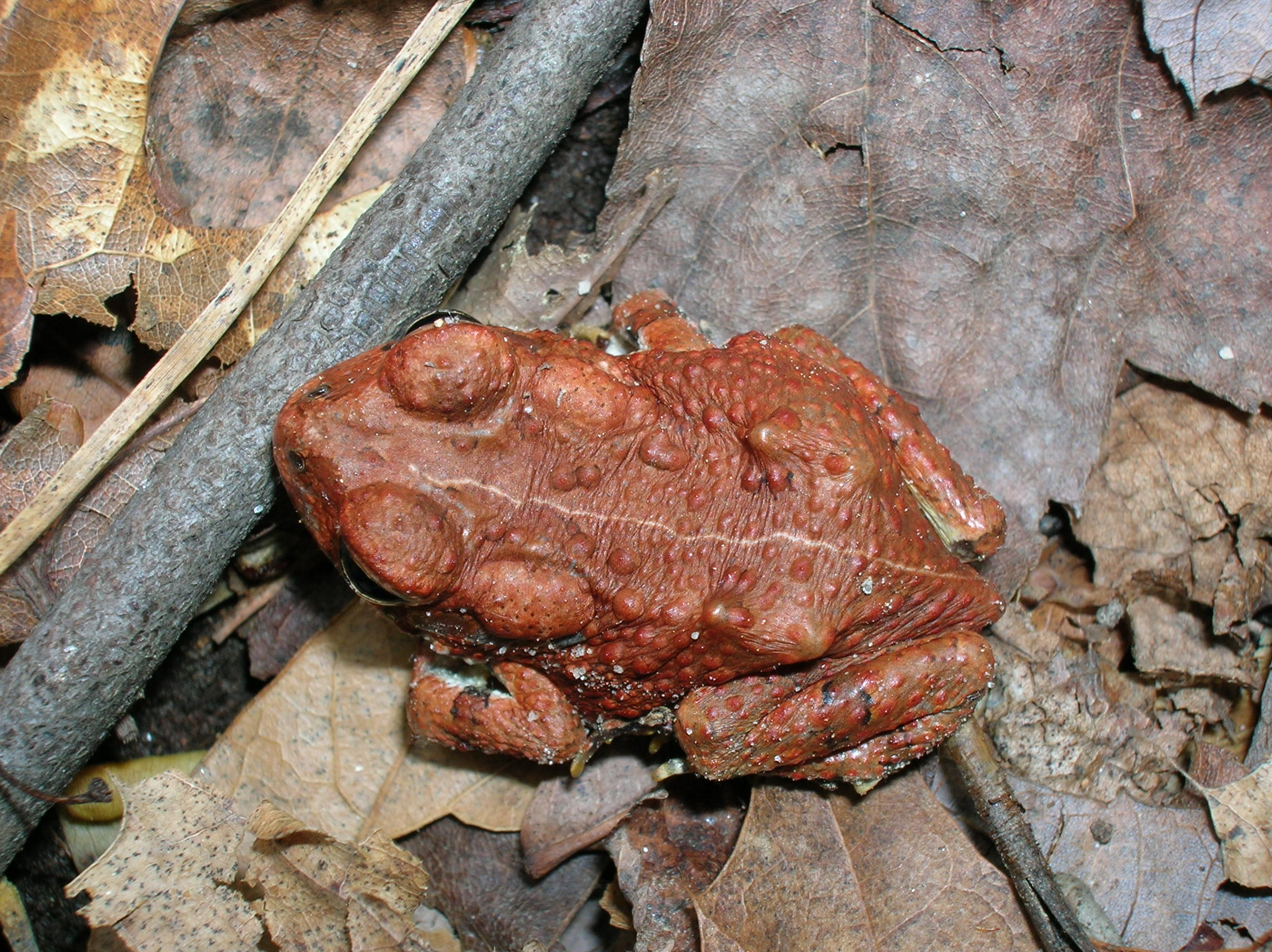
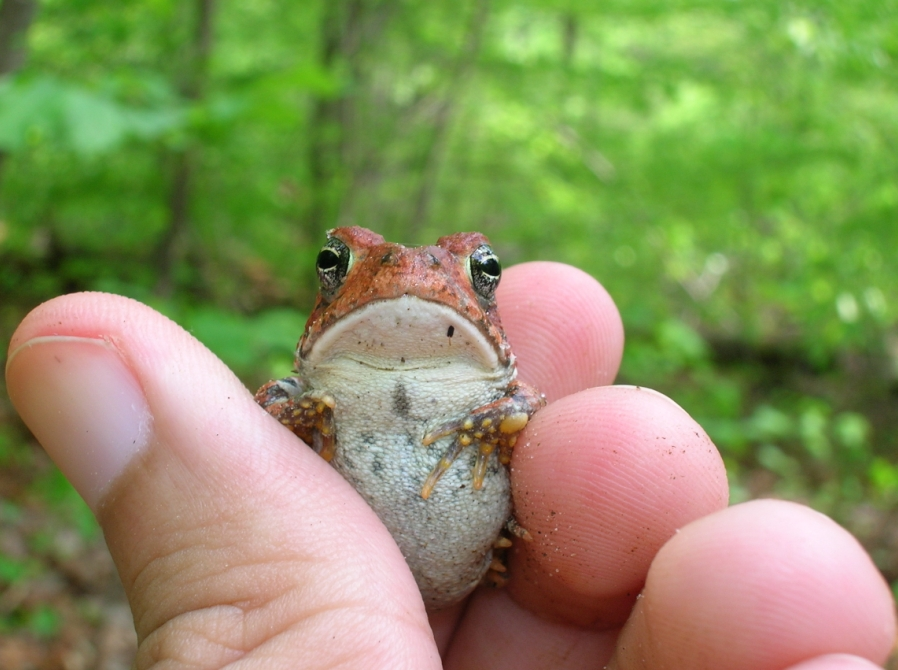
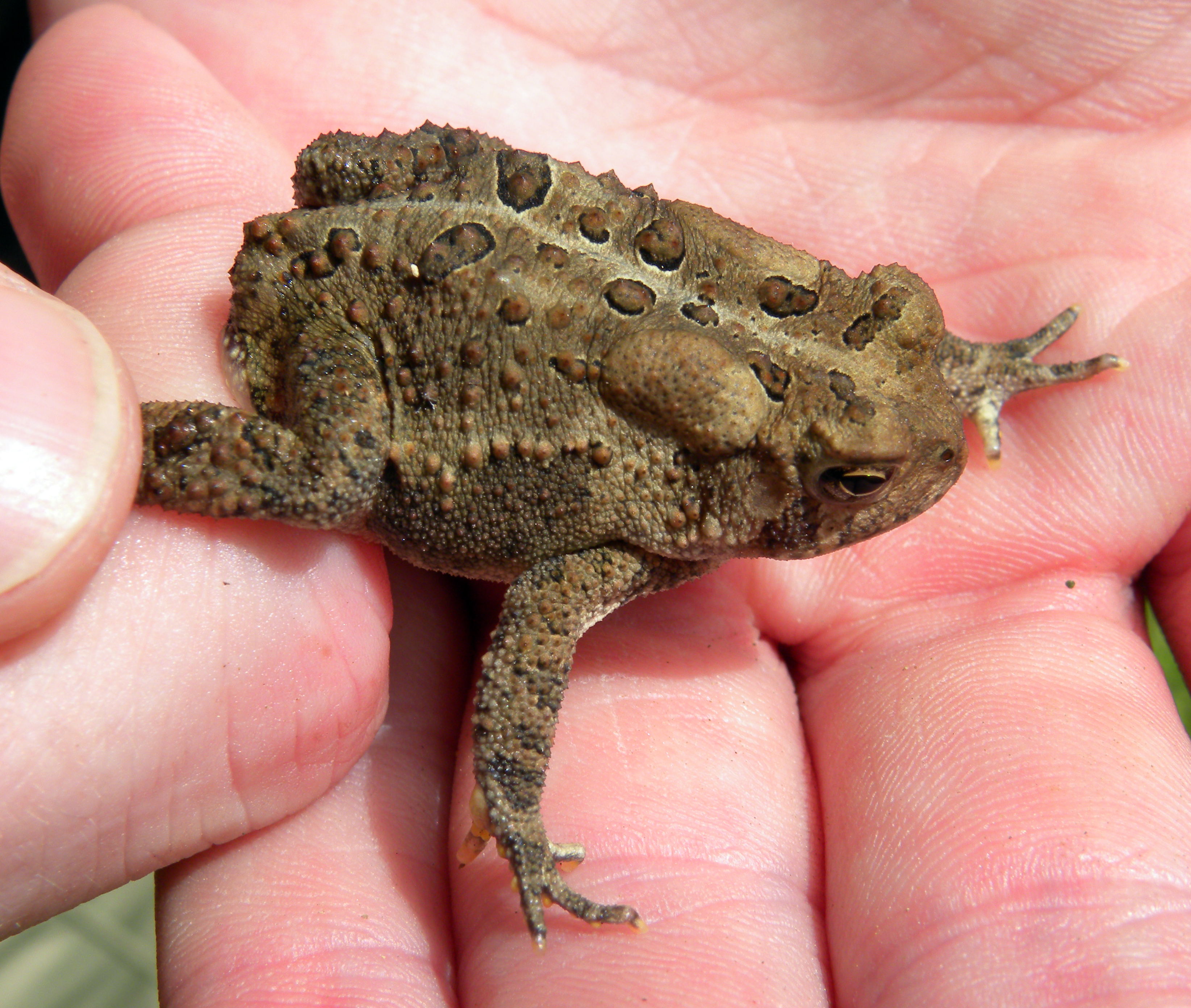
Anaxyrus americanus americanus